# Baie L'Haridon
Connue sous le nom de L'Haridon Bight en anglais, la baie L'Haridon est une baie australienne située à l'intérieur du golfe de l'océan Indien que l'on appelle baie Shark, sur la côte ouest de l'Australie-Occidentale. Formée par le littoral oriental de la presqu'île Péron, dont elle entame la largeur pour former un isthme appelé isthme Taillefer, elle constitue ce faisant l'ouest de la baie baptisée havre Hamelin. Nommée par l'expédition vers les Terres Australes du Français Nicolas Baudin en l'honneur de François-Étienne L'Haridon de Créménec, médecin sur le Géographe durant ce voyage d'exploration scientifique du début du XIXe siècle, elle a été formellement découverte par Pierre Faure et Charles Moreau à la fin du mois d'août 1801.